# إعدام عائلة رومانوف
أعدمت الأسرة الروسية الإمبراطورية رومانوف (القيصر نيقولا الثاني، وزوجته ألكسندرا وأولادهم الخمسة، أولغا، وتاتيانا، وماريا، وأناستاسيا، وألكسي) وجميع الذين اختاروا مرافقتهم إلى السجن، ولا سيما أوجين بوتكين، وآنا ديميدوفا، وألكسي تروب، وإيفان خاريتونوف، وذلك بموجب الإستنتاج الذي خلص إليه المحقق سوكولوف بالرصاص والطعن بالحربة في مدينة يكاترينبورغ ليلة 16–17 يوليو 1918. ووفقا لرواية الدولة الرسمية في اتحاد الجمهوريات الاشتراكية السوفيتية، أعدم القيصر نيقولا رومانوف، إلى جانب أفراد أسرته وحاشيته، بإطلاق النار عليهم، بأمر من مجلس السوفيت الإقليمي في أورال، بسبب التهديد بإحتلال المدينة من قبل البيض (الفيلق التشيكوسلوفاكي). وبإفتراض عدد من الباحثين، تم ذلك وفقا لتعليمات من لينين، وياكوف سفيردلوف، وفليكس دزيرجينسكي. ثم اقتيدت جثثهم إلى غابة كوبتياكي حيث تم تجريدهم من ملابسهم وتشويههم. وفي عام 1919، فشل التحقيق الذي أجراه الجيش الأبيض (لسوكولوف) في العثور على المقبرة، وخلص إلى أن رفات أسرة الإمبراطورية قد تم حرقها في حفرة منجم الذي يطلق عليه اسم غانينا ياما، بما أنه تم العثور على أدلة على حريق. وفي عامي 1979 و2007، عُثر على رفات الجثث في قبرين غير معلمين في حقل يدعى بوروسينكوف لوغ.
في أعقاب ثورة فبراير، كان أفراد أسرة رومانوف وموظفيهم الموالين مسجونين في قصر ألكساندر قبل نقلهم إلى توبولسك ثم إلى يكاترينبورغ، حيث قتلوا، حسب ما زُعم بأمر صريح من فلاديمير لينين. وعلى الرغم من إبلاغهم بأن «جميع أفراد الأسرة عانوا من نفس مصير رب الأسرة»، فإن البلاشفة لم يعلنوا إلا عن وفاة نيقولا، مع بيان صحفي رسمي مفاده أن «زوجة نيقولا رومانوف وابنه قد أرسلا إلى مكان آمن». وعلى مدى أكثر من ثمانين سنة، ظلت القيادة السوفيتية تحتفظ بشبكة منتظمة من المعلومات المضللة فيما يتعلق بمصير الأسرة، حيث ادعت في سبتمبر 1919 أنهم قتلوا على يد الثوار اليساريين لنفيها تماما في أبريل 1922 بأنهم لقوا حتفهم. أقرت بالاغتيالات في عام 1926 عقب نشر دراسة أجراها مهاجر أبيض، لكنها أكدت أن الجثث دُمرت وأن مجلس وزراء لينين لم يكن مسؤولاً عنها. وقد أدى التستر السوفيتي على جرائم القتل إلى بث شائعات للناجين، مما أدى إلى ظهور حالات انتحال لأفراد عائلة رومانوف استرعت انتباه وسائل الإعلام بعيداً عن روسيا السوفيتية. وقام جوزيف ستالين في الفترة من عام 1938 بقمع المناقشة المتعلقة بمصير الأسرة.
واكتشف أحد هواة البحث في آثار الماضي موقع الدفن في عام 1979، غير أن وجود الرفات لم يعلن عنه حتى عام 1989، أثناء فترة الغلاسنوست. وتأكدت هوية الرفات بفضل تحقيقات الطب الشرعي والتحقيق في الحمض الخلوي الصبغي (DNA). وأعيد دفنهم في كاتدرائية بطرس وبولس في سانت بطرسبرغ في عام 1998، بعد مرور 80 سنة على مقتلهم، في جنازة لم يحضرها أعضاء رئيسيين في الكنيسة الأرثوذكسية الروسية، التي اعترضت على صحة الرفات. وفي عام 2007، اكتشف علماء الآثار من الهواة قبر ثاني أصغر حجما يحتوي على رفات اثنين من الأطفال المفقودين من المقبرة الكبرى. ومع ذلك، احتُفظ برفاتهم في مستودع تابع للدولة إلى حين إجراء المزيد من اختبارات الحمض النووي. في عام 2008، قام مكتب المدعي العام الروسي، بعد إجراء جدل قانوني واسع وطويلة الأمد، بإعادة تأهيل أسرة رومانوف باعتبارهم «ضحايا للقمع السياسي». وقامت حكومة ما بعد الحكم السوفيتي بفتح قضية جنائية في عام 1993، ولكن لم تتم محاكمة أحد على أساس أن الجناة قد ماتوا.
يعزو بعض المؤرخين أمر الإعدام إلى الحكومة في موسكو، وبخاصة سفيردلوف ولينين، الذين رغبوا في منع قيام الفيلق التشيكوسلوفاكي القريب بإنقاذ الأسرة الإمبراطورية (الذي كان يقاتل مع الجيش الأبيض ضد البلاشفة) خلال الحرب الأهلية الروسية الجارية. وهذا ما تؤكده فقرة من يوميات ليون تروتسكي. خلص تحقيق أجراه فلاديمير سولوفيوف في عام 2011 إلى أنه على الرغم من فتح محفوظات الدولة في السنوات اللاحقة للحكم السوفيتي، لا توجد حتى الآن أية وثيقة مكتوبة تشير إلى أن إما لينين أو سفيردلوف قد حرضوا على إصدار الأوامر؛ غير أنهم أيدوا عمليات الإعدام بعد وقوعها. كانت للينين مراقبة دقيقة على أسرة رومانوف مع أنه كان يكفل ألا يكون اسمه مرتبطاً بمصيرهم في أية وثائق رسمية. وصف الرئيس بوريس يلتسين عمليات القتل بأنها واحدة من أبشع الصفحات في التاريخ الروسي.